# 西亚香茅
西亚香茅（学名：Cymbopogon olivieri），为禾本科香茅属下的一个植物种。